# Ruth Mertzig
Ruth Mertzig (* 1947 in Tröbitz, verheiratete Ruth Müller) ist eine ehemalige deutsche Badmintonspielerin.

## Karriere
In ihrem Geburtsort Tröbitz erlernte sie das Badminton-Spiel in der BSG Aktivist Tröbitz. Für diesen Verein errang sie auch alle ihre sportlichen Erfolge. 1966 machte sie erstmals auf sich aufmerksam, als sie bei den DDR-Juniorenmeisterschaften den Mixed-Titel gemeinsam mit ihrem Vereinskollegen Jürgen Bommel errang. Mit dieser Leistung empfahl sie sich für das erste Team des Tröbitzer Vereins, welcher zu dieser Zeit bereits sechsfacher DDR-Mannschaftsmeister war. In den Jahren von 1967 bis 1969 stand sie dann auch als Stammspielerin im Team der Niederlausitzer und trug wesentlich zu den Tröbitzer Titelgewinnen sieben, acht und neun bei. Danach wurde es auf sportlichem Gebiet ruhig um Ruth Mertzig.
Ruth Mertzig, mittlerweile verheiratete Müller, wohnt heute in Doberlug-Kirchhain.

## Sportliche Erfolge
| Veranstaltung                    | Saison    | Disziplin  | Platz | Name |
| -------------------------------- | --------- | ---------- | ----- | --- |
| DDR-Einzelmeisterschaft AK 16/17 | 1965/1966 | Mixed      | 1     | Jürgen Bommel / Ruth Mertzig (Aktivist Tröbitz) |
| DDR-Mannschaftsmeisterschaft     | 1966/1967 | Mannschaft | 1     | Aktivist Tröbitz (Gottfried Seemann, Joachim Schimpke, Erich Wilde, Klaus-Peter Färber, Klaus Katzor, Harry Deinert, Helfried Wunderlich, Gerhard Dietze, Ruth Mertzig, Rita Gerschner, Annemarie Fritzsche)         |
| DDR-Mannschaftsmeisterschaft     | 1967/1968 | Mannschaft | 1     | Aktivist Tröbitz (Gottfried Seemann, Joachim Schimpke, Erich Wilde, Klaus-Peter Färber, Klaus Katzor, Ruth Mertzig, Annemarie Seemann, Rita Gerschner)                                                               |
| DDR-Mannschaftsmeisterschaft     | 1968/1969 | Mannschaft | 1     | Aktivist Tröbitz (Gottfried Seemann, Joachim Schimpke, Erich Wilde, Klaus-Peter Färber, Klaus Katzor, Roland Riese, Harry Deinert, Ruth Mertzig, Rita Gerschner, Annemarie Seemann, Angelika Seifert, Monika Thiere) |